# Landwirtschaft in Entwicklungsländern

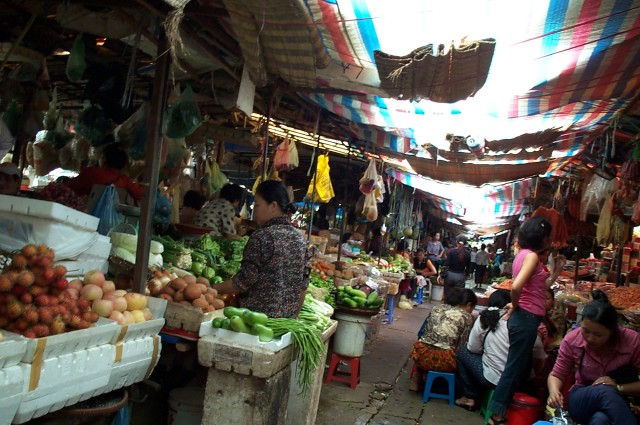
Markt in Kambodscha

Die Landwirtschaft in Entwicklungsländern stellt meist einen der wichtigsten Wirtschaftszweige in den jeweiligen Ländern dar. Häufig liegt der Anteil der Landwirtschaft zum nationalen Bruttoinlandsprodukt bei über 10 %, wobei hier noch nicht die weiterverarbeitende Industrie hinzugezählt wird. Typisch für Entwicklungsländer ist ein hoher Anteil von Beschäftigten in diesem primären Wirtschaftssektor, der zwischen 60 und 90 % der Bevölkerung ausmachen kann. Die überlieferte Landwirtschaft ist in vielen Entwicklungsländern wenig produktiv, viele Subsistenz-Bauern sind meist nicht in der Lage, sich selbst zu versorgen.
Oft haben Krieg und Bürgerkrieg, korrupte Verwaltungen und unzureichende Marktstrukturen zu einer Vernachlässigung der ländlichen Räume geführt. In Ländern wie Simbabwe wurde auch die vorhandene funktionierende Landwirtschaft und der Anbau von Cash Crops auf Großfarmen von Regierungsseite systematisch zerstört. Das Sozialprodukt ist damit insgesamt sehr klein, die Deviseneinnahmen sehr gering, Unterernährung und Hungersnöte und die Abhängigkeit von Hilfslieferungen gravierend, Bildung und Gesundheit bleiben auf niedrigstem Niveau.
Einigen ehemaligen Entwicklungsländern gelang es hingegen, aus diesem Teufelskreis auszubrechen. Sie erreichten eine beachtliche Steigerung der landwirtschaftlichen und industriellen Produktivität und konnten Hungersnöte erfolgreich bekämpfen. Neben der Volksrepublik China und Indien wurde insbesondere Brasilien durch die Entwicklung eines starken speziell an das lokale Klima angepassten „Agrobusiness“, etwa durch Einführung ausländischer Arten, Hybridisierung von Nutztierrassen, neue Zuckerrohr-, Soja- und Baumwollsorten, Aufwertung und Düngung von Böden, intensive Mechanisierung, Direktpflanzung ein bedeutender Spieler auf den globalen Märkten. Diese Länder sind in der Lage, ihre Interessen etwa in der WTO gegenüber entwickelten Ländern zu vertreten.

## Klimatische Bedingungen

Klimadiagramm einer Dornsavanne in Niger

Während sich die „klassischen“ Industrienationen vor allem in der nördlichen gemäßigten Zone finden lassen, liegt die Mehrheit der Entwicklungsländer in den Tropen, Subtropen, mediterranen und monsunalen Klimazonen. Deshalb ist es vor allem in politischen und wirtschaftlichen Gesprächen zwischen Entwicklungs- und Industrieländern üblich geworden, von einem Nord-Süd-Konflikt zu sprechen.
Aufgrund ihrer geographischen Lage haben Entwicklungsländer oft einen großen Anteil an Wüsten und Savannen. Diese ariden Räume eignen sich nur bedingt zur landwirtschaftlichen Nutzung. Oft ist dies auch nur unter Einsatz von Bewässerungstechnik möglich, die jedoch oft auch Versalzungserscheinungen hervorrufen und die fruchtbaren Gebiete nachhaltig schädigen kann. Besonders betroffen sind die Länder der Sahelzone, die von der Desertifikation bedroht sind. Sie gehören zu den allerärmsten Ländern der Erde und werden regelmäßig von Hungersnöten heimgesucht.

## Landwirtschaftstypen

### Subsistenzwirtschaft und Subsistenzproduktion

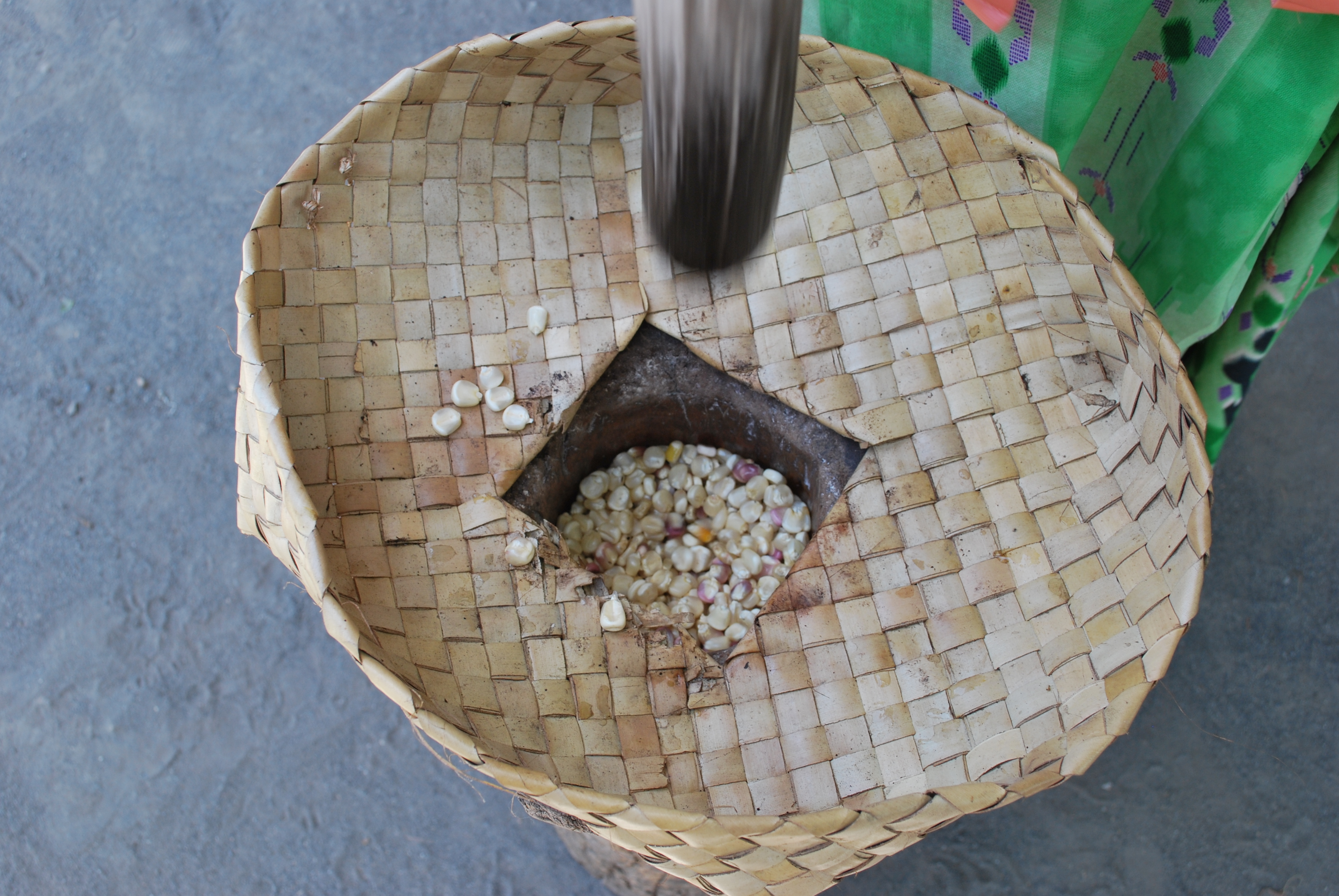
Mais als Grundnahrungsmittel (Osttimor)

Weit verbreitet in Entwicklungsländern ist die Subsistenzwirtschaft. Damit werden die traditionellen Wirtschaftsformen bezeichnet, die vorrangig der Selbstversorgung ohne Überschussproduktion (= Subsistenzproduktion) dienen. Im Gegensatz zur weitestgehenden Selbstversorgung sind jedoch Güteraustausch auf lokalen Märkten, Arbeitsteilung, Koordination der Produktionsweisen und dgl. Bestandteile der Subsistenzwirtschaft. Der Gebrauchswert der Produkte steht allerdings nach wie vor im Vordergrund, nicht der Tauschwert auf dem Markt. So ist das Ziel der Beteiligten auch nicht Gewinnmaximierung oder Profit, sondern der Erhalt des Einkommens und Auskommens.
Subsistenzlandwirtschaft wird in der Regel von Klein- und Kleinstbetrieben innerhalb von Familien und kleinen Dorfgemeinschaften praktiziert. Aus der Sicht der „westlichen Welt“ werden solche Ökonomien häufig als wenig entwickelte, auf niedriger Stufe stehende, „primitive“ Lebensweisen betrachtet, obwohl sie die Unabhängigkeit der Bauern sichern, einen wichtigen Beitrag zum sozialen Wirtschaften leisten und den Naturhaushalt bewahren (sofern die ursprünglichen Rahmenbedingungen – insbesondere die Bevölkerungsdichte – noch weitgehend unverändert vorhanden sind). In diesen Fällen gewährleistet Subsistenzproduktion hohe Lebensqualität, eine nachhaltige Existenz und eine robuste soziale und kulturelle Identität.
Aufgrund der Entwicklungen, die der soziale Wandel seit der Kolonialzeit mit sich bringt (Bevölkerungsexplosion, Landflucht, Veränderte Sozialstrukturen, neue politische Abhängigkeiten, Einführung der Geld- und Marktwirtschaft, neue Konsumwünsche, Übernutzung der Ressourcen u. v. m.) sind die traditionellen Subsistenzsysteme jedoch fast überall gestört.
Dies hat dazu geführt, dass häufig nur noch einige der Familienmitglieder für den Eigenbedarf arbeiten, während andere für einige Zeit andere Erwerbsquellen nutzen. Oft ändert sich die Wirtschaftsweise innerhalb eines Jahreszyklus. So ist es durchaus möglich, dass ein Bauer in einem Jahr vorwiegend auf einer Plantage arbeitet und nebenbei etwas Landwirtschaft für den Eigenbedarf betreibt, während er im Folgejahr sich auf Subsistenzwirtschaft spezialisiert und wiederum ein Jahr später ausschließlich für den Markt produziert.
In den Entwicklungsländern basieren noch bis zu 50 % der Agrarproduktion aus Subsistenzproduktion (lt. Spektrum Lexikon der Geographie (2001): Lateinamerika 30–40 %, Afrika über 50 %, zum Vergleich Deutschland 11 %, USA 3 %). Aufgrund der vorgenannten Veränderungen sind jedoch bis zu 1,2 Milliarden Subsistenzler akut von Hunger und Armut betroffen. In vielen Fällen ist die Subsistenzwirtschaft heute keine zukunftssichere Alternative mehr.

### Exportproduktion
Der Subsistenzwirtschaft steht in den Entwicklungsländern oft der exportorientierte Anbau von Cash Crops gegenüber. Dabei handelt es sich um Agrarprodukte, die primär für den Verkauf, also die Erzielung eines Geldeinkommens, produziert werden. Die Vermarktung kann sowohl auf dem Binnenmarkt als auch dem Weltmarkt stattfinden. Typische Cash Crops sind Kakao, Baumwolle, Erdnüsse, Kaffee und Bananen.

### Oasenwirtschaft

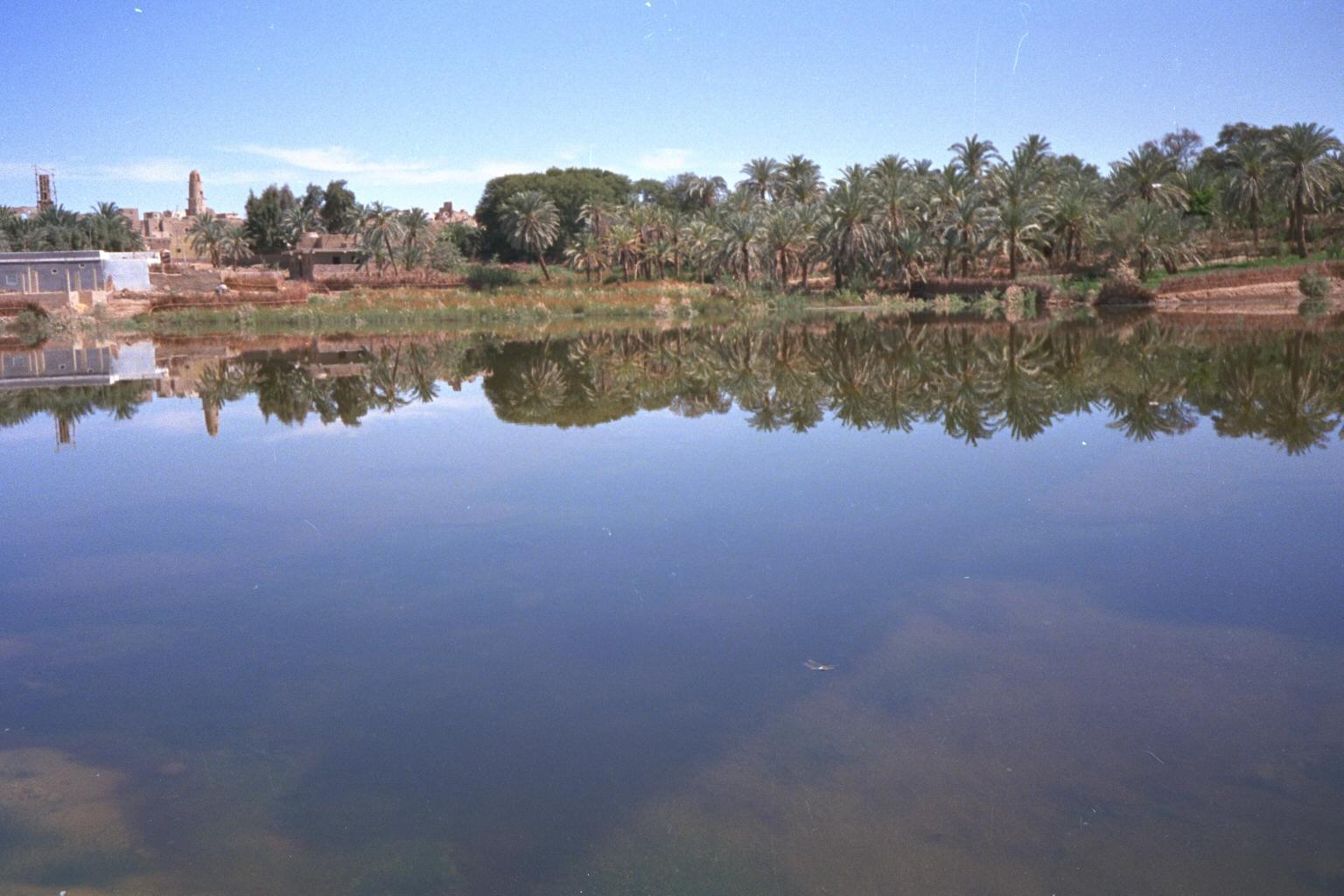
Oase Dakhla in Ägypten

Eine Besonderheit einiger Entwicklungsländer mit großem Wüsten-Anteil stellt die Oasenwirtschaft dar. Eine scharfe Definition des Begriffes Oase existiert nicht, da dieser Begriff sowohl in der Fachterminologie als auch in der Umgangssprache verwendet wird. Dennoch sind in der Fachliteratur durchweg immer wieder einige Merkmale vorzufinden, die eine Oase charakterisieren. Diese sind der Inselcharakter, welcher durch die Aridität und das weitestgehend unbesiedelte Umland entsteht, das Vorhandensein von nutzbarem Wasser, ein eng begrenzter, flächen-, linien oder punkthafter Bewuchs von Kulturpflanzen, deren Anbau unter Verwendung von Bewässerungstechniken als Lebensgrundlage der Bevölkerung dient und unter denen die Dattelpalme dominiert und kompakte Siedlungen (Qsar), die sich an die Bewässerungsflur anschließen.

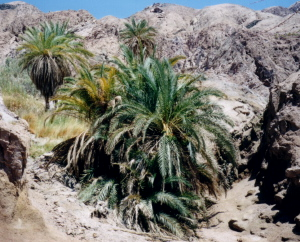
Dattelpalmen

Die Oasenwirtschaft ist die traditionelle, sehr intensive Wirtschaftsform in den Oasen von Trockengebieten. Typisches Kennzeichen der Oasenwirtschaft ist die Dreiteilung durch den „Stockwerkbau“. In der untersten Ebene werden Weizen, Gerste, Mais, verschiedene Gemüsearten, Reis und Futterpflanzen angebaut. In der zweiten Ebene dominieren niedrige Baumkulturen wie Feigen und Granatäpfel, während die dritte Ebene durch die Dattelpalmen gebildet wird, deren Früchte den Bewohnern als Nahrungsgrundlage und auch als Exportgüter dienen. Ferner werden Ölbäume, Granatäpfel und Aprikosenbäume angebaut. Das Wasser wird meist in offenen Kanälen nach einem strikt festgelegten Schema verteilt.
Oasen waren früher Versorgungsstellen für Karawanen und Handelsplätze der Nomaden und Oasenbauern, welche hier einen regen Tauschhandel praktizierten. Seit dem Ende der Kolonialzeit und mit Beginn der Erdöl- und Erdgasförderung haben die Oasen an Bedeutung verloren, dementsprechend gibt es heute nur noch sehr selten traditionelle Oasen. Natürliche Klimaveränderungen und Verringerung der Wasservorräte, das Ende des transsaharischen Karawanenverkehrs, die Abwanderung der Oasenbewohner, feudalistische Besitzstrukturen, Ernährungsengpässe durch mangelnde landwirtschaftliche Nutzflächen, ineffiziente Bewässerungstechniken, hohe Arbeitsbelastung und Sesshaftwerdung der nomadischen Völker haben zu einem Abdriften zur Marginalität in den Oasen geführt.
Einige Oasen im nordafrikanischen Raum haben jedoch einen Strukturwandel erlebt, welcher auf die Erschließung tiefer liegender Wasserreserven zurückzuführen ist. Dies ermöglichte eine Intensivierung und Ausweitung der Landwirtschaft und des Fremdenverkehrs. Während früher in den Oasen aufgrund ihrer Lage eine Subsistenzwirtschaft stattfinden musste und nur die Dattel als Exportgut Verwendung fand, ist die landwirtschaftliche Produktion heute verstärkt auf den Markt ausgerichtet.
Auch die Oasensiedlungen selbst haben sich gewandelt, sie sind nicht nur größer geworden, sondern haben sich mehr an den Rand der Oasenflur verlagert. Grund hierfür ist vor allem auch der Tourismus, welcher die sozioökonomische Situation der Bevölkerung deutlich aufwertet. Durch den Wandel und die damit erhöhte Nachfrage nach Trinkwasser sind die Wasserreserven der Oasen stark bedroht und das Wasser fehlt in der Oasenwirtschaft.

## Förderungsmaßnahmen

### Bodenreform
Zu den strukturverbessernden Maßnahmen gehört die Bodenreform. Für Entwicklungsländer charakteristisch ist der Gegensatz zwischen einer kleinen Schicht von Großgrundbesitzern (z. B. Latifundien) und der breiten Masse der landlosen Lohnarbeiter und Pächter oder den Kleinstbetrieben (z. B. Minifundien), deren Produktion oft nicht einmal für die Selbstversorgung ausreicht und so ein Grund für die Landflucht ist. Die hohen Pachtabgaben führen zusätzlich häufig zu einer Verschuldung der Pächter.
Dem kann durch eine Neu- und Umverteilung des Bodeneigentums, das vor allem durch Enteignung der Großgrundbesitzer freigesetzt wird, an die Kleinbauern und Landarbeiter entgegengewirkt werden. Durch Bildung von Produktionsgemeinschaften, bis hin zur vollkommenen Kollektivierung der Landwirtschaft, um größere Besitzeinheiten zu bilden, werden Voraussetzungen für moderne Produktionsmethoden geschaffen. Auch eine Verbesserung des Pachtsystems, etwa durch feste Verträge, Übergang von Naturalpacht zur Geldpacht und die Abschaffung von Zwischen- und Unterpacht führt zu verbesserten Bedingungen für Kleinbauern.
Eine Landreform alleine ist jedoch nicht ausreichend. Viele solche Reformen, teilweise in Verbindung mit radikalen Enteignungen und sozialistisch-marxistischen Umwandlungen der Gesellschaftsstruktur führten nur zu geringem Erfolg.

### Erschließung neuer Landreserven
Eine weitere Möglichkeit zur Förderung landwirtschaftlich geprägter Räume besteht in der Umwandlung von Wald-, Grasland-, Moor- und Sumpfgebieten in Agrarland oder in der Vergrößerung von Bewässerungsflächen in Trockengebieten. Hier besteht für den Staat oder für Entwicklungsgesellschaften die Möglichkeit moderne Betriebsformen, Anbaumethoden und Vertriebssysteme zu fördern und an die Gegebenheiten des einzelnen Landes anzupassen.
Die nicht erschlossenen Landreserven liegen außerdem oftmals in äußerst labilen ökologischen Zonen wie dem tropischen Regenwald, den Feucht-/Trocken-/Dornsavannen und in Gebirgsregionen. Dementsprechend führt die landwirtschaftliche Erschließung dieser Gebiete zu Erosionsschäden, Versalzungserscheinungen, Desertifikation, Degradation der Böden und Veränderungen des Klimas.

### Bewirtschaftungsreform
Wegen der begrenzten Möglichkeiten zur Erschließung neuen Ackerlands, kann auch die Intensivierung der landwirtschaftlichen Produktion gefördert werden. Dies erfordert eine Verstärkung des Einsatzes der Bewässerungstechnik, der Mineraldüngung, des Pflanzenschutzes und hochwertigerem Pflanzen- und Tiermaterial. Auch muss extensive Landwirtschaft (Wanderfeldbau) in intensive Landwirtschaft (permanente Bodennutzung) umgewandelt und Fruchtfolgen müssen eingeführt und verbessert werden.
Im weiteren Sinne gehört auch die Neuorganisation des Markt- und Kreditwesens, die Förderung von Genossenschaften und die Umwandlung der Subsistenzwirtschaft in Produktion zu diesen Reformen.

### Grüne Revolution
Unter der „Grünen Revolution“ versteht man eine Reihe von ertragssteigernden Innovationen seit den 60er Jahren.